# Râul Teșna Mică
Râul Teșna Mică este un afluent al râului Teșna. 

## Hărți
- Harta Munții Suhard  Arhivat în 16 decembrie 2009, la Wayback Machine.
- Harta Munții Bârgău  Arhivat în 20 septembrie 2008, la Wayback Machine.
- Harta Județul Suceava ]